# John Toll
John Toll (ur. 15 czerwca 1952 w Cleveland) – amerykański operator filmowy. Laureat Oscara. 
Po raz pierwszy przy filmie kinowym pracował w 1978 (Norma Rae). W następnej dekadzie współpracował m.in. z Johnem Schlesingerem i Francisem Fordem Coppolą. Najlepszy okres w jego karierze przypadł na połowę lat 90., kiedy to dwa razy z rzędu zdobył Oscara dla najlepszego operatora. Statuetkami nagrodzono jego zdjęcia do Wichrów namiętności (1995) oraz Braveheart. Waleczne serce (1996). W 1998 ponownie został nominowany Nagrody Akademii (Cienka czerwona linia). Ponadto był autorem zdjęć do takich filmów jak Jack (1996), Vanilla Sky (2001) czy Ostatni samuraj (2003).